# Eupithecia limbata
Eupithecia limbata es una especie de polilla de la familia Geometridae. La especie fue descrita por primera vez por Otto Staudinger habiendo sido descrita en 1879, con distribución en Europa. El sintipo de la especie fue descrita en los alrededores de Vladivostok. Cuenta con dos subespecies: Eupithecia limbata limbata y Eupithecia limbata tomillata (Chretien, 1904).

## Distribución
E. limbata se encuentra en regiones del Mar Mediterráneo: Eslovenia, Macedonia del Norte, Grecia, con poblaciones intermedias separadas encontradas en Italia y Francia. En la península ibérica se encuentra la subespecie Eupithecia limbata tomillata. Fuera de Europa se ha registrado en Irán, Turquía, Armenia, Azerbaiyán, el Líbano y Bulgaria. En la península ibérica se ubica se ha descrito de manera esporádica en las cordilleras Béticas, el Sistema Central, el Sistema Ibérico, las cordilleras Costero-Catalanas y en el prepirineo.

## Descripción
E. linariata es una polilla pequeña con una envergadura alar de 13 a 18 milímetros (0,5 a 0,7 plg). En general, son polillas que blanquecinas a blanco crema. El área marginal del ala es oscura, de color castaño ocráceo. Tiene puntos discales en todas las alas de gran tamaño, ovladas y negras.
Las orugas se alimentan de Eryngium amethystinum. En España se ha descrito en hojas de otras especies Eryngium.

## Ciclo de vida
Las polillas crepusculares y nocturnas vuelan en dos generaciones o probablemente más de dos superpuestas de fines de abril a principios de agosto. La subespecie ibérica se ha reportado en septiembre mientras que en el Líbano se ha descrito hasta octubre.
Se han descrito en lugares secos, con vegentación ecotono y arbustos dispersos, así como en las faldas de relieves montañosos. En el sistema central de la península ibérica frencuenta entre los 500 a 1800 metros (1640,4 a 5905,5 pies) de altitud.